# St. Cyriakus und Valentin (Mömbris)

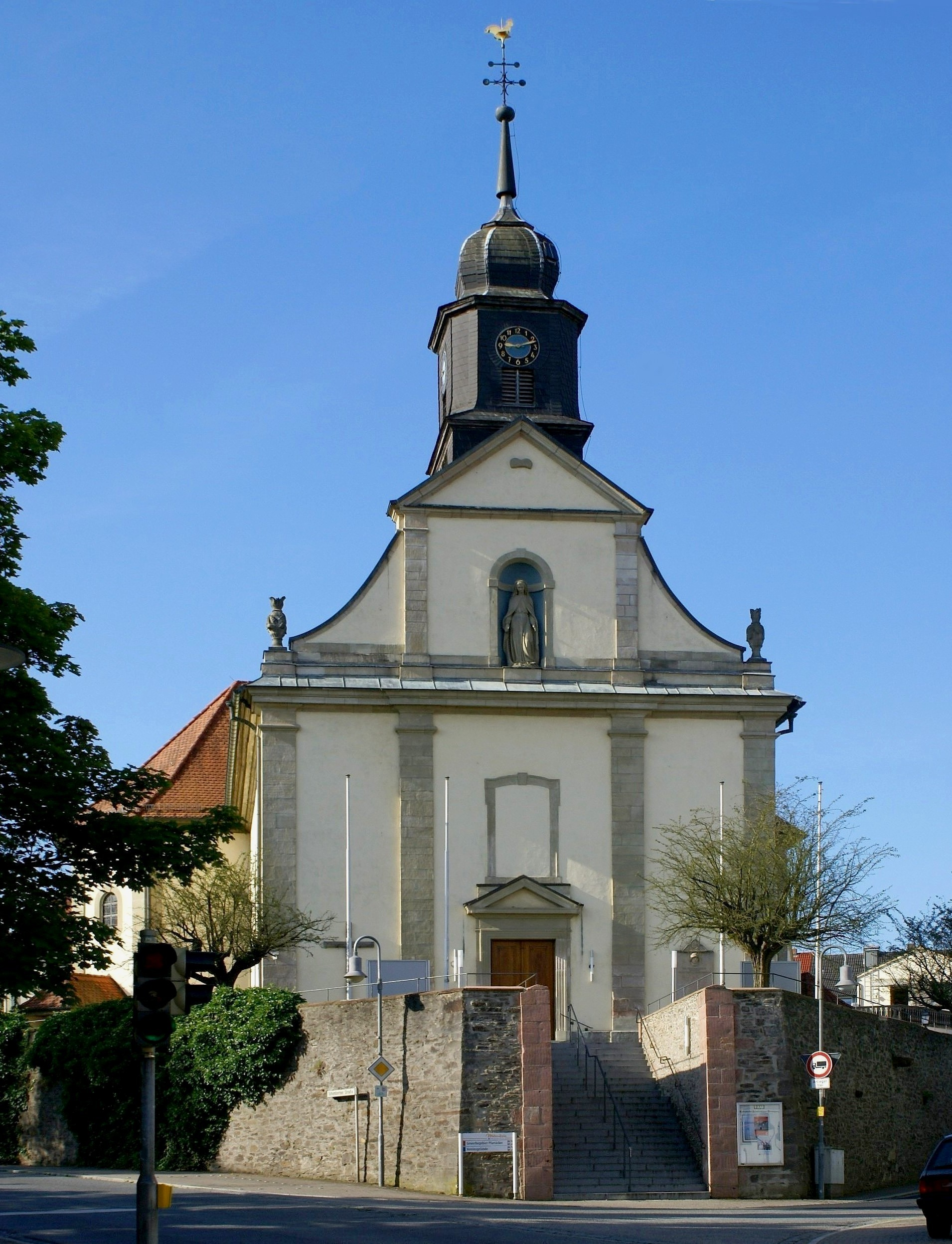
St. Cyriakus und Valentin (Mömbris)

Die römisch-katholische, denkmalgeschützte Pfarrkirche St. Cyriakus und Valentin steht in Mömbris, einem Markt im Landkreis Aschaffenburg (Unterfranken, Bayern). Das Bauwerk ist unter der Denkmalnummer D-6-71-143-7 als Baudenkmal in der Bayerischen Denkmalliste eingetragen. Die Pfarrei gehört zur 
Pfarreiengemeinschaft Mittlerer Kahlgrund (Mömbris) im Dekanat Alzenau des Bistums Würzburg.

## Beschreibung
1782/83 wurde zunächst eine Saalkirche aus einem Langhaus und einem eingezogenen Chor mit polygonalem Schluss im Süden außen gebaut, der innen halbrund ist. Sie wurde 1936/37 durch Einbau eines Querschiffes vor dem Chor zur Kreuzkirche erweitert. Hinter der Fassade im Norden des Langhauses erhebt sich aus dem Satteldach ein schiefergedeckter quadratischer Dachreiter, der mit einer Zwiebelhaube bedeckt ist. Sein oberes Geschoss mit abgeschrägten Ecken beherbergt die Turmuhr und den Glockenstuhl. Oberhalb der Dachtraufe des Langhauses ist die Fassade mit einem Schweifgiebel bedeckt, in der sich in einer Nische eine Statue befindet. In der Mitte der mit vier Pilastern gegliederten Fassade befindet sich das Portal, das über eine Freitreppe erreicht wird. 
Auf der Empore im Innenraum steht eine Orgel mit 25 Registern, zwei Manualen und einem Pedal, die 1939 Michael Weise gebaut hat.